# Christoph von Sethe

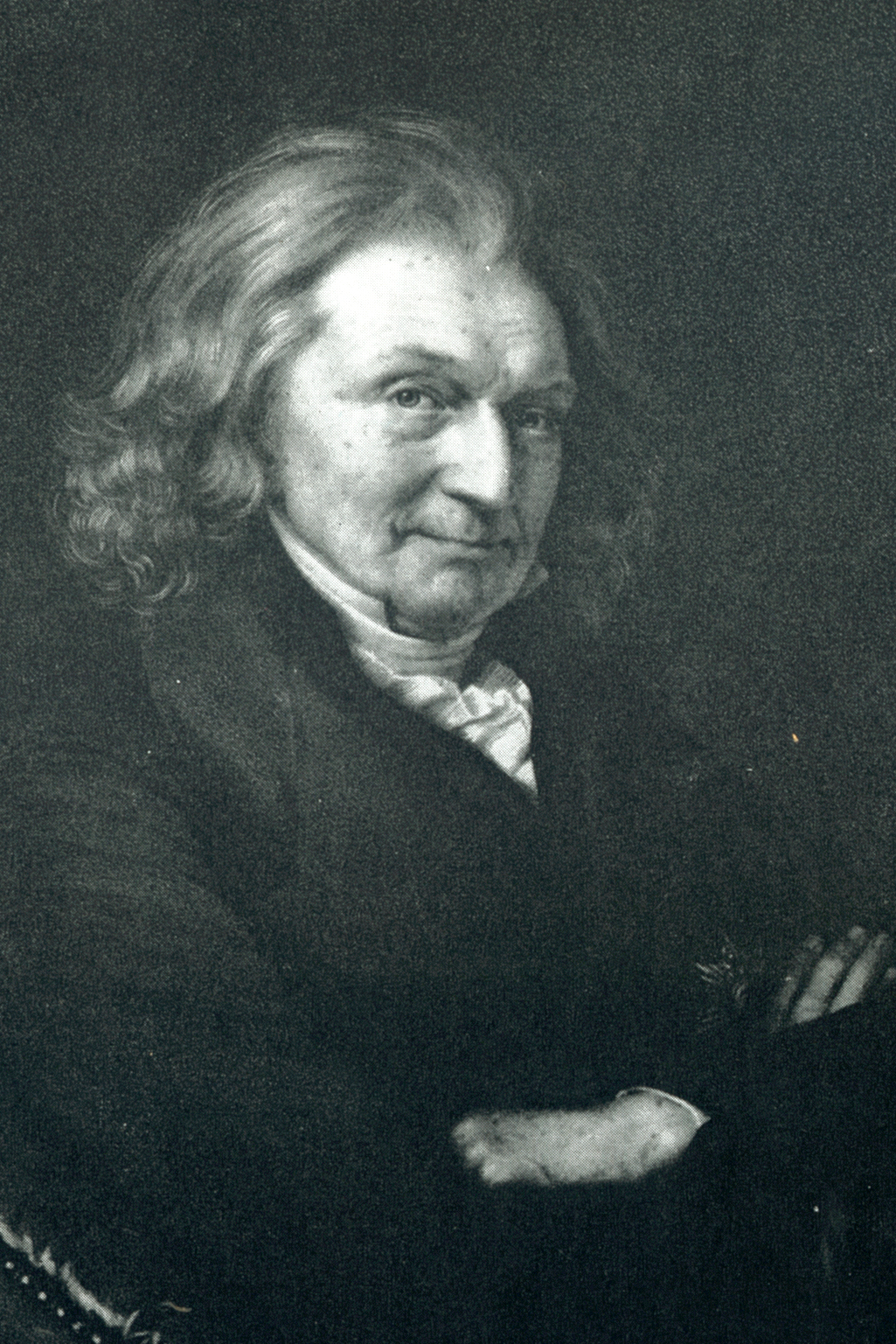
Christoph Sethe

Christoph Wilhelm Heinrich Sethe, ab Januar 1850 offiziell: von Sethe (* 25. April 1767 in Kleve; † 30. April 1855 in Berlin) war ein deutscher Jurist.

## Leben
Sethe war der ältester Sohn von acht Kindern des Juristen Caspar Henrich Sethe (1732–1806) und seiner Ehefrau Christine Marie geb. Grolman (1733–1819), einer Schwester des Juristen Heinrich Dietrich von Grolman (1740–1840), im preußischen Herzogtum Kleve. Sein jüngster Bruder war der Jurist Christian Sethe (1778–1864). Seine Kindheit verbrachte er in Kleve, wo er 1774 die Klever Lateinschule besuchte. Mit sechzehn Jahren begann er das Studium der Rechtswissenschaft an der Universität Duisburg, wo er sich am 15. Oktober 1783 immatrikulierte. Ab dem 30. April 1785 studierte er an der Friedrichs-Universität in Halle und nach zwei Jahren dann an der Georg-August-Universität in Göttingen. Im Oktober 1787 verließ er die Universität und absolvierte in Kleve das Regierungsexamen. Am 15. Dezember 1787 wurde er zum Auskultator bei der Klevisch-Märkischen Regierung ernannt; im Juli 1789 wurde er Referendar. Nach dem dritten Examen in Berlin wurde er im Februar 1791 Assessor bei der Regierung in Kleve. 1793 erhielt er auch Sitz und Stimme im Pupillenkollegium.
Im April 1794 wurde er zum Geheimen Regierungsrat befördert. Im November des Jahres wurde die Regierung wegen der militärischen Auseinandersetzungen mit Frankreich nach Wesel verlegt, Anfang 1795 nach Hamm, im Oktober 1795 nach Emmerich. Im April 1797 ging sie in das französisch besetzte Kleve zurück, wo unter dem General Hoche eine günstige Situation zu bestehen schien. Nach dessen Tod im September 1797 wurde jedoch eine neue Gebietsstruktur eingeführt mit der Aufforderung, dort das französische Recht einzuführen. Nach unangenehmen Jahren fiel 1803 das östliche Gebiet von Kleve zusammen mit dem Hochstift Münster an Preußen. In Münster wurde eine neue Regierung gebildet, an deren Oberappellationssenat Sethe im Oktober berufen wurde. Zudem hatte Sethe im Pupillenkollegium, bei der Depositenkasse und als Vorsitzender Rat bei dem Instruktionssenat Dienst zu tun. Zusätzlich wurde ihm 1805 die Leitung eines neuen Criminal-Senats anvertraut.
1807 kam Münster zu dem neugeschaffenen französischen Großherzogtum Berg. Sethe wurde 1808 nach Düsseldorf in einen Ausschuss berufen, der die Territorialeinteilung für die künftige Verwaltungs- und Justizverfassung und die neu einzuführende Gesetzgebung entwerfen sollte. Ende 1811 wurde die Justizverfassung weitgehend der französischen angepasst; für das Großherzogtum Berg wurde der Appellationsgerichtshof Düsseldorf errichtet, zu dessen Generalprokurator (Generalstaatsanwalt) Sethe berufen wurde. Nach dem Aufstand der Knüppelrussen 1813 lehnte Sethe die politisch gewollte, aber großenteils ungerechtfertigte Verfolgung vieler Beteiligter ab. Er wurde deshalb nach Paris einbestellt und von dem Staatssekretär Roederer von April bis Juni 1813 heftigen Anschuldigungen ausgesetzt.
Nach dem Ende der französischen Herrschaft 1813 erhielt das Großherzogtum Berg einen Generalgouverneur, dem ein Gouvernementsrat an der Seite stand, zu dessen Direktor Sethe Anfang 1814 berufen wurde. Im November 1814 wurde er nach Berlin gerufen. Dort diente er bis zum Juli 1815 als Rat im Finanzministerium und im Justizministerium bei der Neuordnung der rheinischen Provinz. Anschließend war er Kommissar für die Justizorganisation im Rheinland und in Westfalen mit Sitz in Düsseldorf, ab Juni 1816 Präsident der Immediat-Kommission für die Rheinprovinzen in Köln, die das preußische und das französische Recht in Bezug auf eine territoriale Gesetzgebung für das Rheinland vergleichen sollte. Erfolgreich verteidigte er die freiheitlichen Grundsätze, die insbesondere der französische Code civil auch dem rechtsrheinischen Raum gebracht hatte.
Gegen Ende 1817 wurde er Chef-Präsident des neu errichteten Oberlandesgerichts in Münster. Vermutlich für die Tätigkeit in Köln wurde er 1818 Ritter des Roten Adler-Ordens 3. Klasse; seine Ehefrau wurde Mitglied des Luisenordens.
1819 wurde der Revisions- und Cassationshof für die Rheinprovinzen in Berlin eingerichtet; Sethe wurde am 15. Juni zu seinem Präsidenten bestellt. Im Mai 1820 wurde er zum Mitglied des Preußischen Staatsrats berufen. Bei der Gelegenheit erhielt er den Roten Adler-Orden 2. Klasse mit dem Stern und Eichenlaub.
Zum 50-jährigen Dienstjubiläum im Dezember 1837 wurde er zum Wirklichen Geheimen Rat mit dem Titel „Exzellenz“ befördert.
Nach dem Eintritt in den Ruhestand erhielt Sethe am 20. Januar 1850 den Preußischen Schwarzen Adlerorden. Dabei ist „die Freigebigkeit aufgefallen, welche den schwarzen Adlerorden gegen allen bisherigen Brauch einem Bürgerlichen, dem frühern Chef des rheinischen Revisions- und Cassationshofs, Sethe, zugetheilt hat.“ Tatsächlich war die Erhebung in den Preußischen Adel vorgesehen; Sethe machte davon jedoch keinen Gebrauch, und auch einige seiner Nachfolger verzichteten darauf. Erst im September 1907 wurde ein Wappen für jene Nachkommen vergeben, die das Adelsprädikat führen wollten.
Sethe heiratete 1796 Henriette Philippine Helene Sack (1772–1830), Schwester des Juristen Johann August Sack aus Kleve. Zu den überlebenden Kindern der Ehe gehörten:
- Christian Carl Theodor Ludwig (1798–1857) wurde Steuerdirektor in Stettin. Seine Töchter:
  - Hermine (1829–1866) heiratete ihren Cousin Karl Haeckel.
  - Anna (1835–1864) heiratete 1862 ihren Cousin Ernst Haeckel.
- Charlotte Auguste Henriette (1799–1889) heiratete 1822 den Witwer Carl Gottlob Haeckel (1781–1871). Ihre Söhne:
  - Karl Haeckel (1824–1897) heiratete seine Cousine Hermine. Ihr Sohn:
    - Heinrich Haeckel (1859–1921) wurde Arzt; er stand seinem Onkel Ernst Haeckel sehr nahe.

  - Ernst Haeckel (1834–1919) wurde einer der ersten Anhänger Darwins in Deutschland. Er heiratete in erster Ehe seine Cousine Anna.
- Auguste (1803–1875) heiratete 1826 den Theologen Friedrich Bleek. Ihr Sohn:
  - Wilhelm Heinrich Immanuel Bleek (1827–1875) wurde einer der ersten Afrikanisten Deutschlands.
- Bertha Emma Sophie (1812–1904) übernahm nach dem Tod der Mutter die Haushaltsführung.

## Schriften
- Bemerkungen über die Natur und Eigenschaft der Leib- und Zeit-Gewinn-Güter in der Grafschaft Mark. Wider den Aufsatz über den nähmlichen Gegenstand in Nro. 19. d. Bl. In: Westfälischer Anzeiger, 22. Band, Nro. 42 und 43 vom 27. und 31. Mai 1809, Spalte 657–664 und 673–682.
- Urkundliche Entwickelung der Natur der Leibgewinnsgüter und Widerlegung der von dem Herrn Regierungsrath Mallinkrodt darüber im Westphälischen Anzeiger  vorgetragenen irrigen Behauptungen. Düsseldorf 1810. (Digitalisat)
- [anonym] Die Gerichtsverfassung und das gerichtliche Verfahren in den Königlich-Preußischen Rhein-Provinzen. Aus authentischer Quelle. Berlin 1820. (Digitalisat)
- Historische Skitze der brandenburgischen und preußischen Gesetzgebung, in Betreff des mündlichen Proceßverfahrens vor versammeltem Gericht. In: Zeitschrift für wissenschaftliche Bearbeitung des preußischen Rechtes. 1. Band 1830, S. 27–45.
- Ueber die Zwangspflicht zur Berichtigung des Besitztitels bei dem Grund- und Hypothekenbuch. In: Zeitschrift für wissenschaftliche Bearbeitung des preußischen Rechtes. 1. Band 1830, S. 358–367.
- Christoph Wilhelm Henrich Sethes Erinnerungen aus einer „großen, bewegten Zeit“ (1770–1815). In: Weltgeschichte am Rhein erlebt. Erinnerungen des Rheinländers Christoph Wilhelm Henrich Sethe aus der Zeit des europäischen Umbruchs. Herausgegeben von Adolf Klein, Justus Bockemühl. Wienand Verlag, Köln 1973, S. 57–227. (ISBN 978-3-87909-035-8, Inhaltsübersicht)